# Площа Двірцева
Пло́ща Двірце́ва — майдан у Залізничному районі міста Львова, розташований перед Львівським залізничним вокзалом.

## Назва
1875 року майдан перед будівлею залізничної станції Львів отримав назву Штаціонспляц. У 1933 році майдан перед будівлею вже Головного вокзалу отримав назву пляц Вудро Вільсона, на згадку про 28-го президента США Вудро Вільсона (1856-1924), який обіцяв полякам незалежну державу у своїх «14 пунктах», оголошених у 1918 році. У 1940 році отримала назву площа Вокзальна, під час німецької окупації, у 1941-1944 роках мав назву Бангофспляц. У 1944 році площі перед вокзалом повернута передвоєнна, але вже уточнена назва — площа Вудро Вільсона, 1946 року замінена на площу Вокзальну, а 1993 року отримала сучасну назву — площа Двірцева, на честь домінантної споруди — Головного залізничного вокзалу або ж Головного двірця («двірець» з львівської ґвари — «залізничний вокзал»).

## Історія
Площі Двірцева виникла на мапі Львова у 1861 році із відкриттям залізничного сполучення з Перемишлем, Краковом і Віднем та побудовою залізничної станції. Львівський вокзал залізниці Карла Людвіга розтягнувся на 150 метрів вздовж перонів та складався з чотирьох чотириповерхових секцій, з'єднаних між собою двоповерховими спорудами. Від 1872 року вокзал залізниці Карла Людвіга став називатися Головним двірцем, а на Чернівецькому двірці (збудований у 1866 році) розмістили дирекцію залізниць. За деякий час Чернівецький двірець перетворився на товарну станцію (нині тут Приміський вокзал). Був ще один тупикового типу — на місці Львівського локомотиворемонтного заводу.
У 1894 році до площі Двірцевої прокладена трамвайна лінія та почав курсувати один з маршрутів новоутвореного львівського електричного трамвая.
Наприкінці XIX століття Головний двірець виявився замалим. Тоді протягом 1899-1903 років за проєктом архітектора Владислава Садловського фірмою Івана Левинського, Альфреда Захаревича та Юзефа Сосновського зведена будівля нового залізничного двірця. Урочисте відкриття нового двірця відбулося 26 березня 1904 року. Після відкриття він був одним з найсучасніших не лише в Австро-Угорщині, але й цілій Європі. Інтер'єри двірця були знищені під час російського відступу у червні 1915 року, листопадових боїв 1918 року та подій польсько-української війни 1918—1919 років. Будівлю вокзалу відбудували у 1921 році. Під час другої світової війни будівлю вокзалу тричі руйнували авіабомби.
Після завершення Другої світової війни будівля вокзалу та площа Двірцева зазнали реконструкції (у 1945-1951 роках будівлі додали другий поверх) та вони набули вигляду, у якому дійшли аж до початку реконструкції у 2019 році.

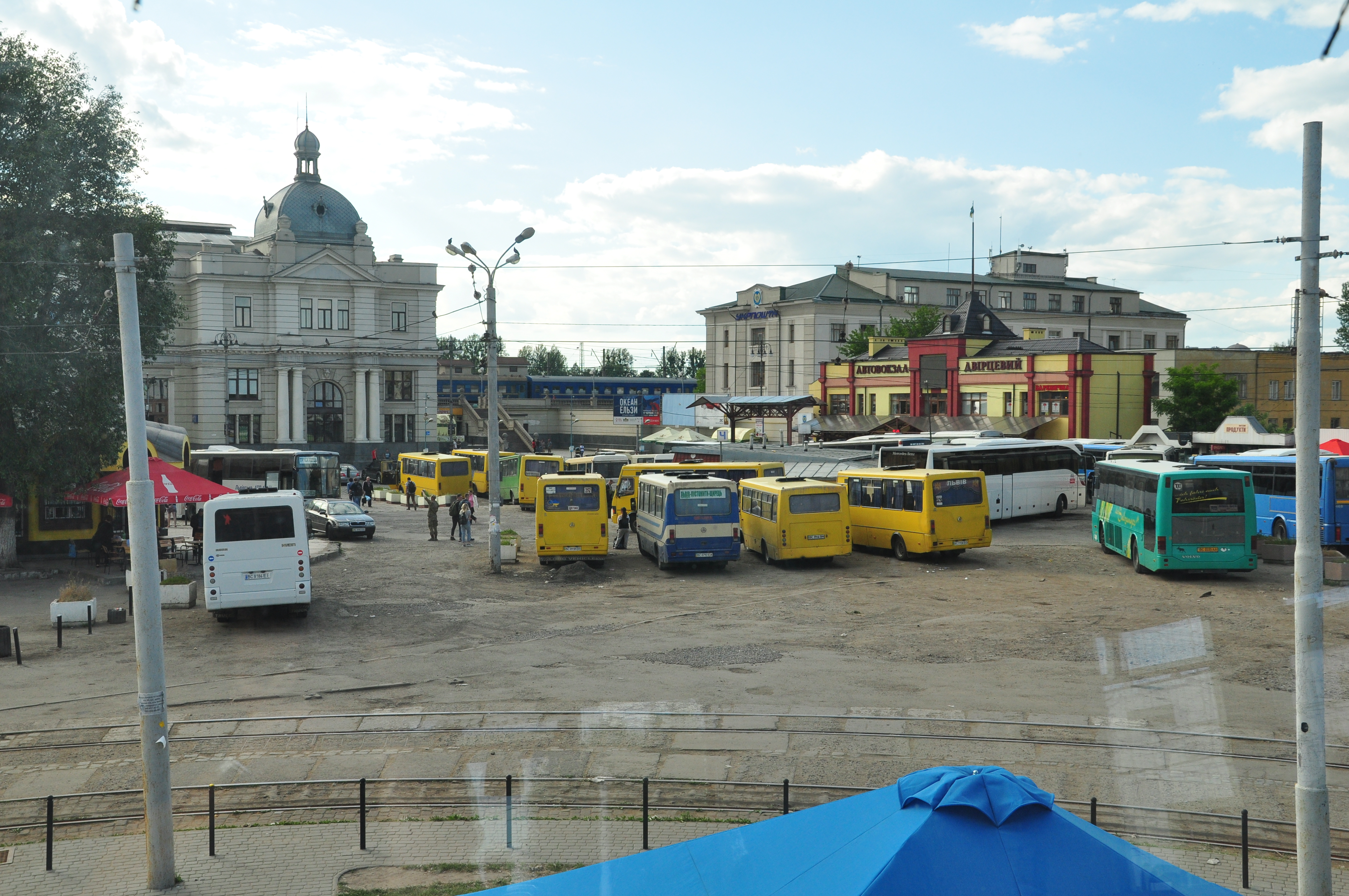
Площа Двірцева до реконструкції (2017)

У останні роки перед реконструкцією технічний стан площі був вкрай незадовільним, що викликало незадоволення львів'ян та гостей міста, зокрема на поганий стан покриття, відсутність інклюзивності та організацію дорожнього руху.

## Опис
Домінантою площі є Головний залізничний вокзал. Окрім нього на площі знаходяться будівля автостанції «Двірцева» та торговельний центр «Hub Station», зведений на місці колишньої диспетчерської ЛКП «Львівелектротранс». 
У містобудівній структурі району площа є тупиковою та має сполучення з рештою міста лише однією вулицею Чернівецькою.
Структура самої площі складається з двох основних частин: у північно-східній частині знаходиться вузол з кінцевими зупинками міського громадського транспорту (трамваїв та автобусів) та міжміська автостанція «Двірцева». Південно-західна частина площі призначена для руху приватного транспорту і таксі, у її межах знаходиться зона висадки з приватного транспорту з накриттям, а також озеленена пішохідна частина з фонтаном та сквер з дитячим майданчиком. Крім цього до цієї частини примикає платний відкритий паркінг. 
Свого теперішнього вигляду площа набула після реконструкції за проєктом, розробленим ЛКП «Інститут просторового розвитку» у 2018 році. Роботи стартували 1 березня 2019 року та тривали близько двох років. Відновлення трамвайного руху на площі відбулося 7 грудня 2019 року, що стало завершенням першого етапу реконструкції.
Початково було відомо про плани влаштувати під площею підземний автомобільний паркінг, однак пошук інвесторів для цього не мав успіху.
Замовником робіт стало ЛКП «Львівавтодор», а генеральним підрядником, відповідно до тендеру, ТОВ «Онур Конструкціон Інтернешнл». Відповідно з договором, укладеним з підрядною організацією «Онур», вартість робіт становила 165,5 млн гривень, які мали надійти з міського бюджету. 
29 листопада 2019 року відбувся пробний тестовий рейс трамвая до кінцевої зупинки біля головного вокзалу на площі Двірцевій, після припинення трамвайного руху навесні 2019 року — праву частину площі Двірцевої закривали на реконструкцію. Роботи на лівій частині площі, де нині розташована кінцева зупинка міських автобусів, а також тимчасова автостанція, у 2019 році практично не проводилися. Під площею передбачалося побудувати підземний паркінг. Крім того, існували й інші проблеми — ґрунтові води в цьому місці знаходяться на невеликій глибині — у 1861 році, коли був побудований перший залізничний вокзал у Львові, на цьому місці було болото, яке довелося осушувати, аби побудувати пасажирську та товарну станцію.

## Транспортне сполучення

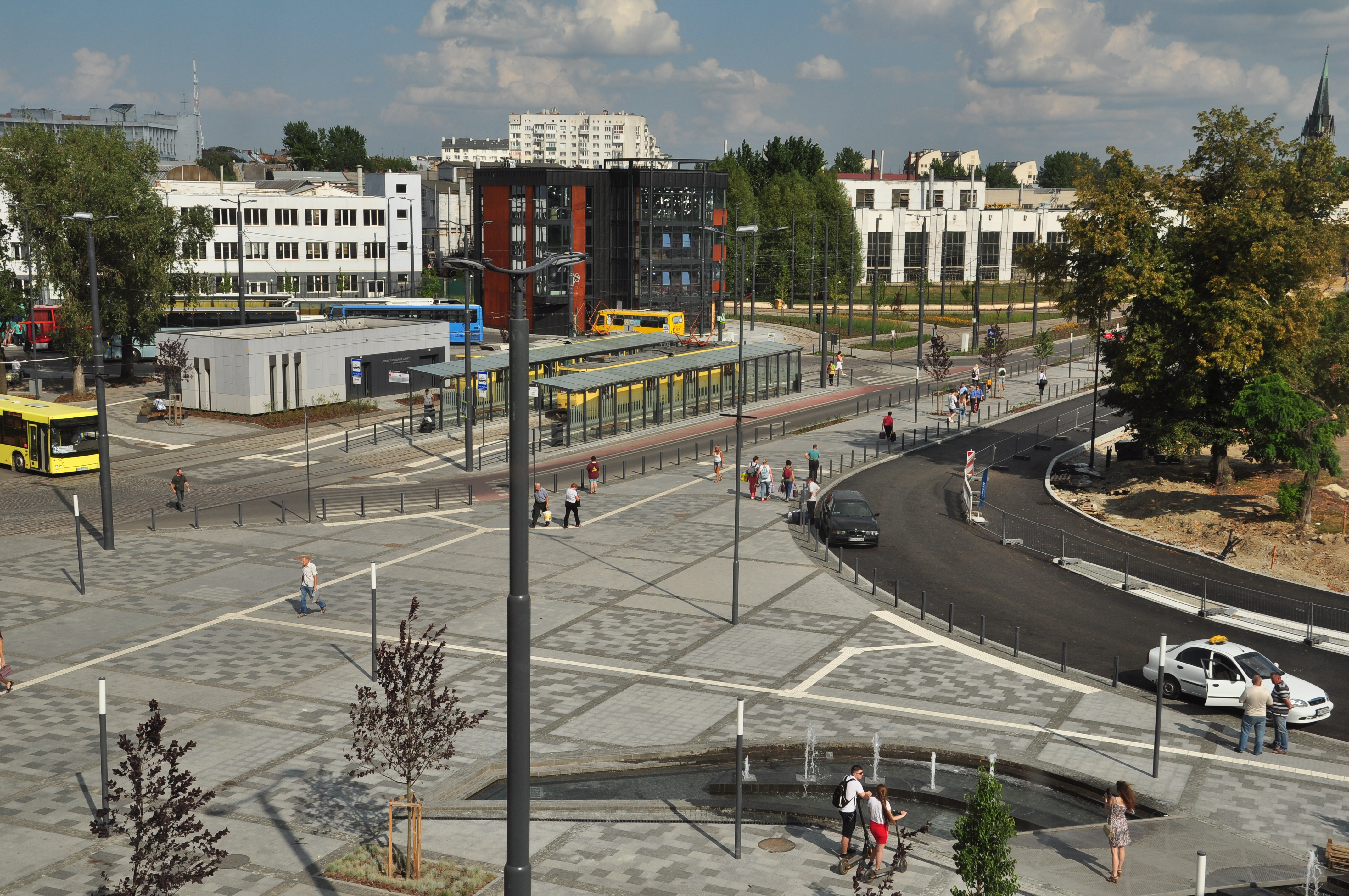
Площа Двірцева після реконструкції (16 серпня 2020)

Двірцева площа є одним з найважливіших транспортних вузлів міста. До 2019 року перед головним входом вокзалу була розташована стоянка таксі.

### Приміські автобуси
Праворуч від головного входу вокзалу розташована автостанція № 8 «Двірцева», з якої вирушають приміські та міжміські автобуси та мікроавтобуси у Західному та Південному напрямках (Мостиська, Городок, Стрий, Трускавець, Самбір тощо), також сюди прибуває значна частина автобусів міжнародного сполучення (з Польщі, Чехії, Словаччини, Латвії, Литви тощо), які згодом або перед цим заїжджають на Центральний автовокзал (на вулиці Стрийській).

### Трамваї

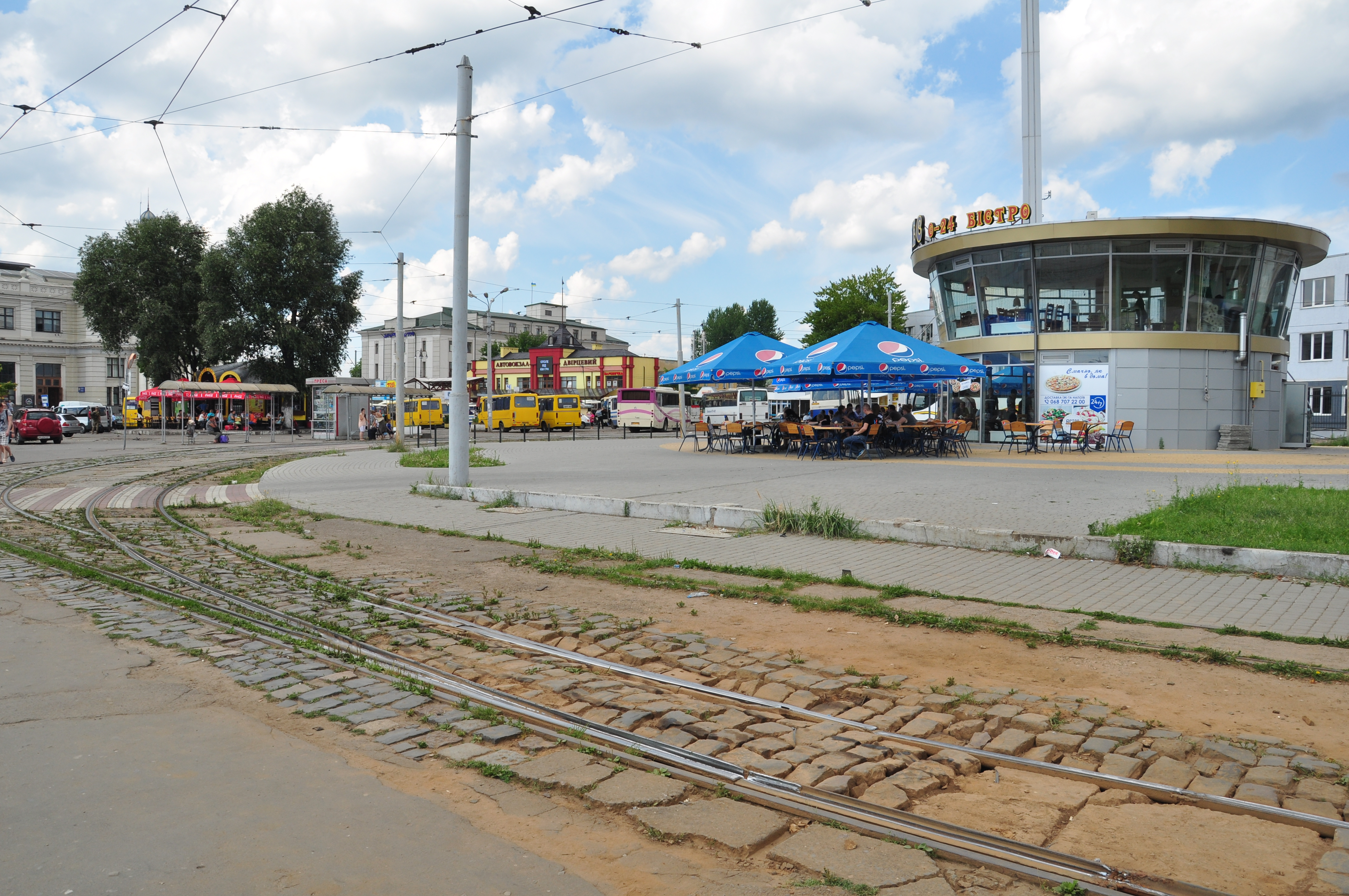
Площа Двірцева, трамвайна зупинка та кафе у приміщенні колишньої диспетчерської ЛКП «Львівелектротранс» до реконструкції

Поруч з автостанцією знаходиться розворотне кільце трамвайних маршрутів: на час реконструкції площі Двірцевої трамвайні маршрути курсували вулицею Городоцькою повз приміського вокзалу та ТЦ «Скриня» з розворотом у трамвайному депо № 1.

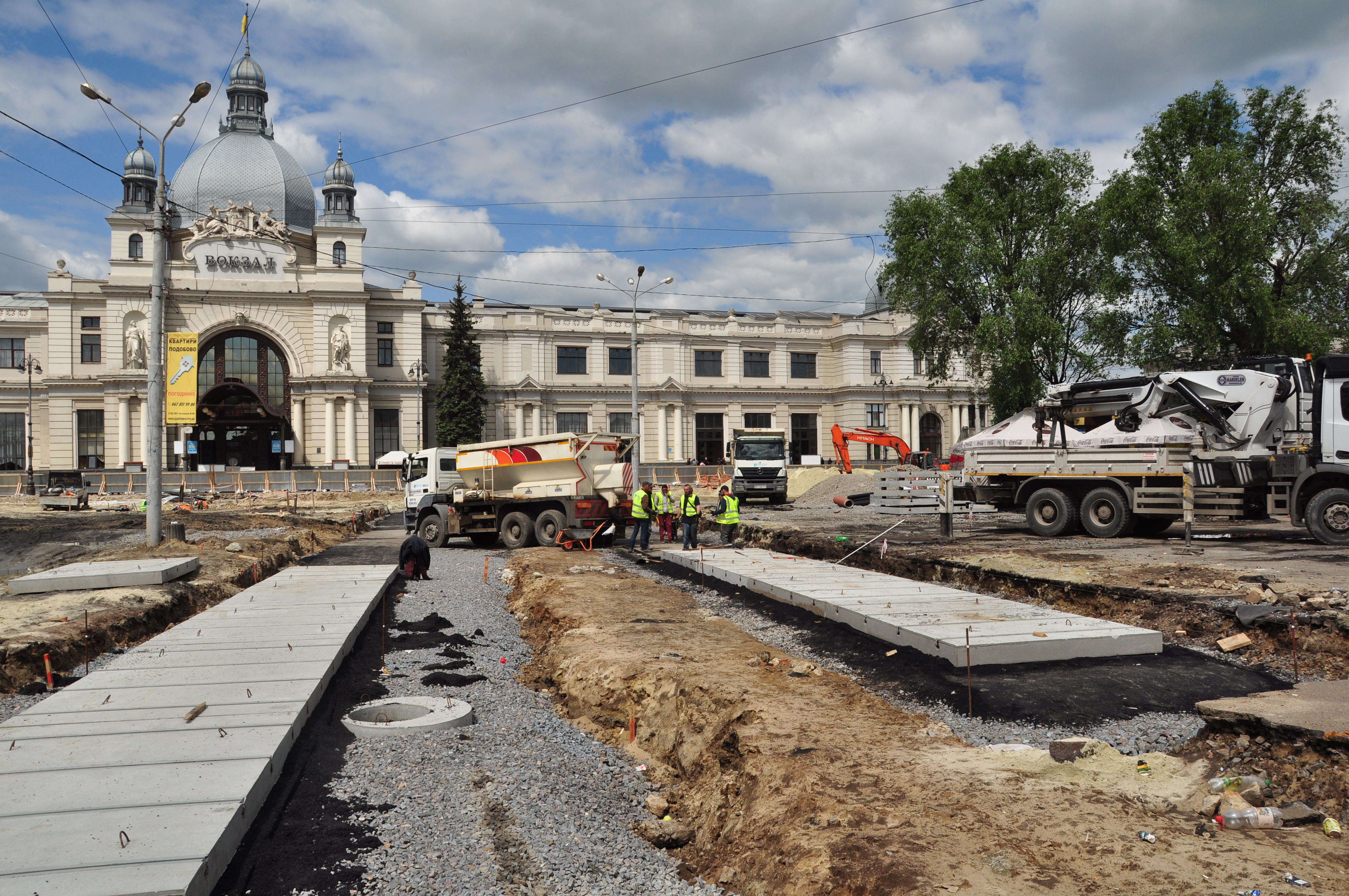
Площа Двірцева під час реконструкції — облаштування основи для монтажу трамвайних рейок (8 травня 2019)

До залізничного вокзалу прямують трамвайні маршрути:
- № 1 Вокзал — Погулянка (вул. Вахнянина);
- № 4 Вокзал — вул. Вернадського (Сихів);
- № 6 Вокзал — вул. Миколайчука (відновлений з 1 серпня 2020 року);
- № 9 Вокзал — вул. Торф'яна (Замарстинів).

Раніше курсували до залізничного вокзалу трамвайні маршрути (нині скасовані):
- № 9а Вокзал — Площа Соборна;
- № 10 Вокзал — Вулиця Пасічна.

### Міські автобуси
На площі Двірцевій, ліворуч від головного входу вокзалу розташований сквер. За сквером — колись були кінцеві зупинки міських автобусів та маршрутних таксі. Нині кінцеві зупинки громадського транспорту розташовані навпроти входу до будівлі Львівського двірця з боку кас приміського сполучення:
- № 10 Вокзал — ТРЦ «King Cross Leopolis».
- № 16 Вокзал — Вулиця Сихівська.
- № 29 Вокзал — через Лисиничі — м. Винники (вул. Івасюка).
- № 49а Вокзал — Рясне-2 (вул. Величковського)[2].
- «Експрес-маршрут» Вокзал — Аеропорт «Львів» (вартість проїзду — 20 ₴, розклад руху в інформаційному центрі в будівлі вокзалу та на зупинці). Через введення «комендантської години», тимчасово скасований.

З 1 липня 2015 року у Львові запроваджено 7 нічних маршрутів, які пролягали через центр міста — площу Різні, неподалік Оперного театру (до лютого 2020 року курсували щоночі без вихідних) з інтервалом руху — 1 година 20 хвилин[59].
- 1Н «Залізничний вокзал — вул. Богдана Хмельницького — Галицьке перехрестя».
- 2Н Залізничний вокзал — вул. Городоцька, ТЦ «Метро».
- 3Н Залізничний вокзал — вул. Стрийська, ТРЦ «King Cross Leopolis».
- 4Н «Залізничний вокзал — Проспект Червоної Калини — Ринок «Санта-Барбара».
- 5Н «Залізничний вокзал — вул. Дністерська».
- 6Н «пл. Різні — Залізничний вокзал — Рясне-2».
- 7Н пл. Різні — Залізничний вокзал — вул. Наукова.

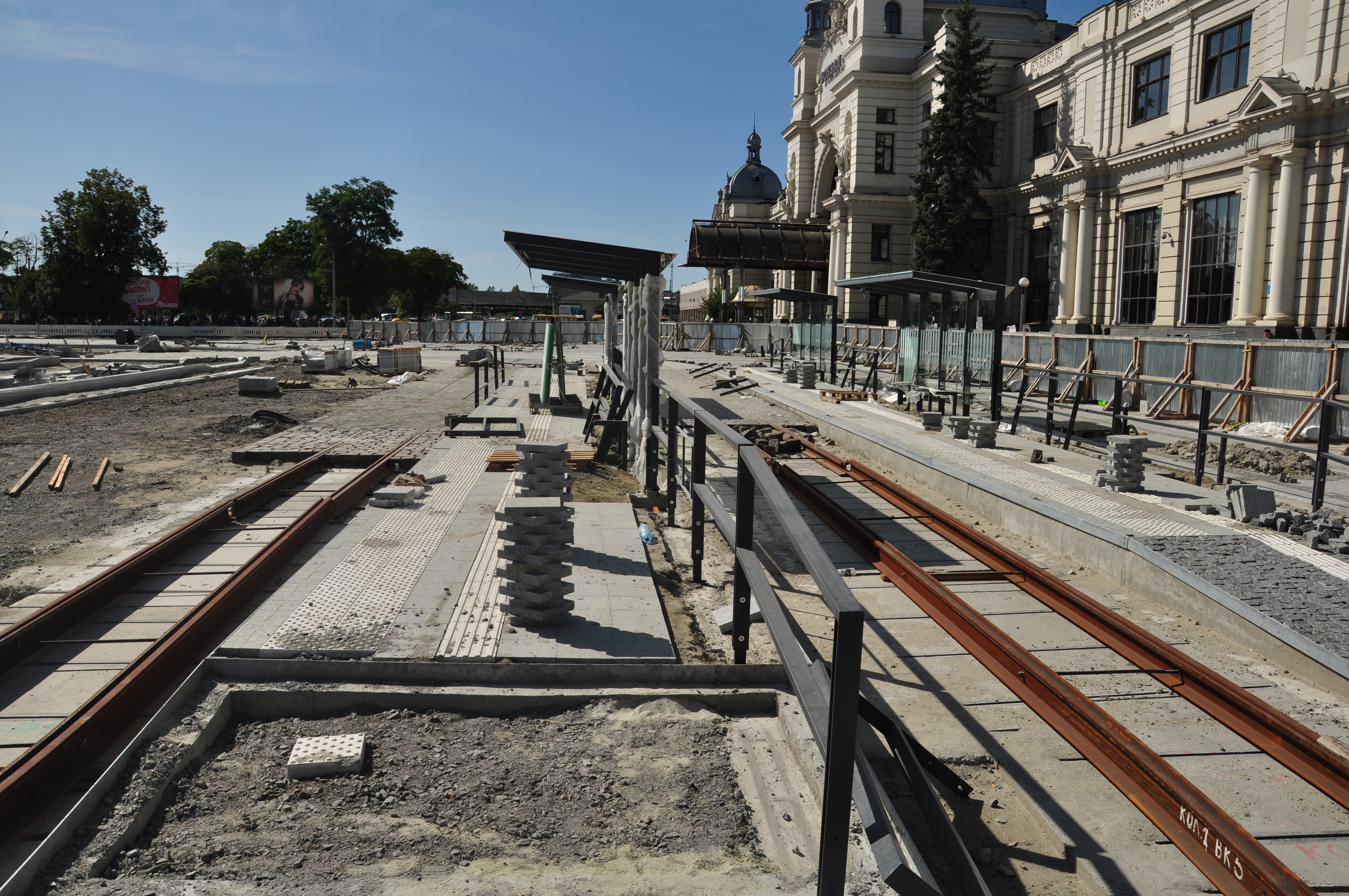
Процес реконструкції площі Двірцевої. Замощення трамвайних перонів та встановлення рейок (15 вересня 2019)

Вартість проїзду в нічних автобусах — 14,00 ₴ (тариф діяв з 19 квітня 2019 року, з лютого 2020 року, через введення «комендантської години», тимчасово скасовані).

### Маршрутне таксі
Відповідно до нової транспортної схеми, яка була запроваджена у Львові у 2012 році від залізничного вокзалу курсують наступні маршрутні таксі:
- № 31 «Залізничний вокзал — Ринок «Галицьке перехрестя».
- № 32 «Залізничний вокзал — Проспект Червоної Калини — Ринок «Санта-Барбара».

## Пам'ятники

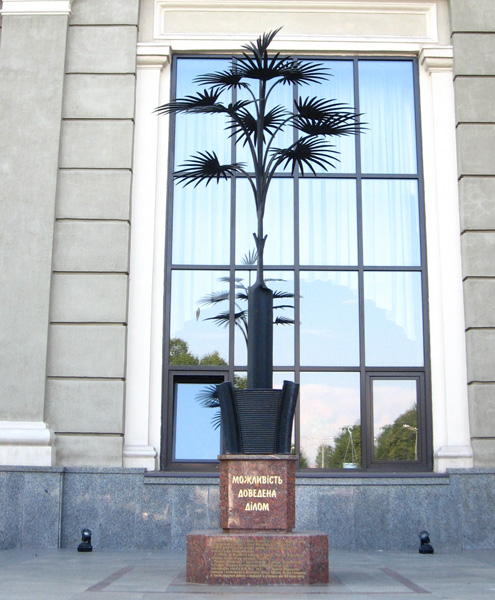
Пальма Мерцалова

На площі Двірцевій, біля входу до Головного залізничного вокзалу, встановлена пальма Мерцалова, яка була подарована на знак дружби між двома містами у березні 2003 року під час візиту колишнього голови Донецької ОДА Віктора Януковича до Львова. У 2019 році монумент перенесли у вагонне депо, що на вул. Рудненській, 32, а натомість на її місці встановили каплицю з Богородицею, яку у листопаді 2019 року спочатку змонтували, а потім розібрали. Після завершення усіх робіт з оновлення пам'ятки, пальму Мерцалова встановлено на її попереднє місце.
Наприкінці 2014 року, до 300-літнього ювілею від дня заснування Львівської пивоварні, біля входу до Головного залізничного вокзалу була встановлена скульптурна композиція пивовар з діжкою. Пивовар тримає в руках табличку із надписом «Вітаємо у місті Лева та пива. Львівське» (автор — скульптор Володимир Цісарик).
У вересні 2023 року у фоє Головного залізничного вокзалу встановили скульптуру Володимира Семківа «Прямостоячий», яка символізує незламний дух українців, тверду віру в перемогу та втілює образ людини, яка «попри катаклізми продовжує вірити в майбутнє і йде вперед». Скульптура виготовлена з алюмінієвого сплаву та сталі ще у 2018 році.